# Dave Randall
Dave Randall (Memphis, 8 maggio 1967) è un ex tennista statunitense.

## Carriera
In carriera ha vinto 3 titoli di doppio. Nei tornei del Grande Slam ha ottenuto il suo miglior risultato raggiungendo i quarti di finale di doppio agli US Open nel 1993 e di doppio misto agli Australian Open nel 1994.

## Statistiche

### Doppio

#### Vittorie (3)
| Numero | Anno           | Torneo                                            | Superficie  | Compagno         | Avversari in finale       | Punteggio     |
| 1.     | 2 marzo 1992   | Tennis Channel Open, Scottsdale                   | Cemento     | Mark Keil        | Kent Kinnear Sven Salumaa | 4-6, 6-1, 6-2 |
| 2.     | 1º marzo 1993  | Tennis Channel Open, Scottsdale                   | Cemento     | Mark Keil        | Luke Jensen Sandon Stolle | 7-5, 6-4      |
| 3.     | 12 maggio 1997 | International Tennis Championships, Coral Springs | Terra rossa | Greg Van Emburgh | Luke Jensen Murphy Jensen | 6-7, 6-2, 7-6 |

### Doppio

#### Finali perse (8)
| Numero | Anno            | Torneo                                   | Superficie  | Compagno         | Avversari in finale                  | Punteggio     |
| 1.     | 3 maggio 1992   | Verizon Tennis Challenge, Atlanta        | Terra verde | Mark Keil        | Steve DeVries David Macpherson       | 3-6, 3-6      |
| 2.     | 3 ottobre 1993  | Swiss Indoors, Basilea                   | Cemento     | Brad Pearce      | Byron Black Jonathan Stark           | 6-3, 5-7, 3-6 |
| 3.     | 8 ottobre 1995  | Grand Prix de Tennis de Toulouse, Tolosa | Cemento     | Greg Van Emburgh | Jonas Björkman John-Laffnie de Jager | 6-7, 6-7      |
| 4.     | 14 gennaio 1996 | Jakarta Open, Giacarta                   | Cemento     | Kent Kinnear     | Rick Leach Scott Melville            | 1-6, 6-2, 1-6 |
| 5.     | 14 aprile 1996  | Hong Kong Open, Hong Kong                | Cemento     | Kent Kinnear     | Patrick Galbraith Andrej Ol'chovskij | 3-6, 7-6, 6-7 |
| 6.     | 15 giugno 1997  | ATP Bologna Outdoor, Bologna             | Terra rossa | Jack Waite       | Gustavo Kuerten Fernando Meligeni    | 2-6, 5-7      |
| 7.     | 24 agosto 1997  | U.S. Pro Tennis Championships, Boston    | Cemento     | Jack Waite       | Jacco Eltingh Paul Haarhuis          | 4-6, 2-6      |
| 8.     | 30 agosto 1998  | Waldbaum's Hamlet Cup, Long Island       | Cemento     | Brandon Coupe    | Julián Alonso Javier Sánchez         | 4-6, 4-6      |